# Prix la Plume saguenéenne
Pour un article plus général, voir Société des écrivains canadiens.
Le prix la Plume saguenéenne est un prix littéraire québécois qui a été créé en 1977 par la Société des écrivains canadiens. 
Il a pour objectifs de promouvoir la littérature et d'encourager les auteurs du Saguenay-Lac-Saint-Jean et de la Côte-Nord. Le manuscrit primé est publié par les Éditions JCL. Le concurrent doit être originaire d'une de ces régions, ou y demeurer depuis au moins cinq ans. La date de remise du prix est en novembre.

## Lauréats
- 1978 - Lauréanne Harvey
- 1980 - Gervais Pomerleau - Lauréanne Harvey (ex aequo)
- 1981 - Chantal Jeanrie - Danielle Tremblay (ex aequo)
- 1982 - Paul-Émile Thériault
- 1983 - Marc-André Harvey
- 1984 - Gérard Pourcel
- 1985 - Pierre Rousseau
- 1986 - Guy Joncas
- 1988 - Julienne Côté
- 1989 - Camille Hardy
- 1990 - Jacques Vaillancourt
- 1991 - Moïsette Dufour
- 1992 - Suzanne Grenon-Rhainds
- 1993 - Jacques Villeneuve
- 1994 - Richard Desgagné
- 1995 - Moïsette Dufour
- 1996 - Marjolaine Bouchard
- 1997 - Élaine Hémond
- 1999 - Nathalie Bohémier
- 2000 - Réjeanne Larouche
- 2001 - Hélène Potvin
- 2003 - Francine Grenon
- 2004 - Anne-Marie Allard
- 2006 - Michel Bergeron
- 2007 - Mario Tremblay - Langis Bouchard (ex aequo)
- 2008 - Yves Dupéré[1]